# Derecho de familia
Derecho de familia é um filme de drama ítalo-hispano-franco-argentino dirigido por Daniel Burman. Foi selecionado como representante da Argentina à edição do Oscar , organizada pela Academia de Artes e Ciências Cinematográficas.

## Elenco
- Daniel Hendler - Ariel Perelman
- Arturo Goetz - Bernardo Perelman
- Eloy Burman - Gastón Perelman
- Julieta Díaz - Sandra
- Adriana Aizemberg - Norita
- Jean Pierre Reguerraz - tio de Eduardo Perelman